# Rea Award for the Short Story
Der Rea Award for the Short Story (deutsch: Rea-Kurzgeschichtenpreis) ist ein Literaturpreis, der seit 1986 jährlich an einen US-amerikanischen oder kanadischen Autor vergeben wird. Der mit 30.000 US-Dollar dotierte Preis wird nicht für ein Einzelwerk vergeben, sondern für bedeutende Beiträge zum Genre der Kurzgeschichte.

## Hintergrund des Preises
Der Rea-Preis ist nach seinem 1996 verstorbenen Stifter Michael M. Rea benannt, der Führungspositionen in Immobilien- und Rundfunkunternehmen innehatte. In seiner Freizeit schrieb er Kurzgeschichten, sammelte Erstausgaben, und wirkte als Kurator unter anderem am Solomon R. Guggenheim Museum. Die Preisvergabe erfolgt durch die von Rea gegründete Dungannon-Stiftung, die nach seiner nordirischen Heimatstadt benannt ist. Der Preisträger wird von einer jährlich wechselnden Jury ausgewählt, die aus drei literarischen Persönlichkeiten besteht. Es ist nicht möglich, sich um den Preis zu bewerben.

## Preisträger
- 1986 Cynthia Ozick
- 1987 Robert Coover
- 1988 Donald Barthelme
- 1989 Tobias Wolff
- 1990 Joyce Carol Oates
- 1991 Paul Bowles
- 1992 Eudora Welty
- 1993 Grace Paley
- 1994 Tillie Olsen
- 1995 Richard Ford
- 1996 Andre Dubus
- 1997 Gina Berriault
- 1998 John Edgar Wideman
- 1999 Joy Williams
- 2000 Deborah Eisenberg
- 2001 Alice Munro
- 2002 Mavis Gallant
- 2003 Antonya Nelson
- 2004 Lorrie Moore
- 2005 Ann Beattie
- 2006 John Updike
- 2007 Stuart Dybek
- 2008 Amy Hempel
- 2009 Mary Robison
- 2010 James Salter
- 2011 Charles Baxter
- 2012 Richard Bausch
- 2013 Elizabeth Spencer
- 2014 T. C. Boyle
- 2015 Andrea Barrett
- 2016 Jim Shepard